# Daniel Salazar
Daniel Salazar é um personagem fictício da série de televisão Fear the Walking Dead, sendo interpretado por Rubén Blades. O personagem foi criado por Robert Kirkman, Dave Erickson e Marco Ramirez.

## Biografia
Daniel é um homem altamente inteligente, cuidadoso, cauteloso e formidável, além de ser um sobrevivente forte e determinado. O passado de Daniel como agente secreto revelou que ele era um matador altamente treinado, tendo matado diretamente 100 pessoas (com muitas mais mortes indiretas). Suas habilidades de treinamento e sobrevivência o transformaram em um formidável combatente. Ele é altamente adepto a armas de fogo e combate corpo a corpo. Daniel também é mostrado como um torturador habilidoso, com amplo conhecimento de técnicas de interrogatório. Daniel, no entanto, não parece estar satisfeito com as atrocidades cometidas no passado, e lamenta ser o monstro que ele foi forçado a se tornar. Apesar de seu passado assassino, Daniel demonstrou que se preocupa com sua família mais do que qualquer outra coisa. É um marido e pai amoroso, que prometeu dar a sua filha a melhor vida possível nos Estados Unidos. Ele escondeu dela a verdade de sua vida passada, e lidou com o trauma em particular com o apoio de sua esposa. Daniel ficou devastado pela perda de sua amada esposa, a âncora que o manteve estável. Ele posteriormente ficou desequilibrado por um tempo e quase se matou. Daniel é extremamente cauteloso em relação àqueles em quem não confia, e parece ser altamente qualificado para identificar uma ameaça potencial da linguagem corporal e de pistas sociais.

### 1ª temporada
Enquanto um tumulto grassa do lado de fora, uma multidão ateia fogo à loja ao lado da barbearia, forçando os Salazar e os Manawa a fugirem. O grupo chega ao caminhão de Travis e escapa, mas não antes de Griselda ser ferida por um andaime. Incapaz de chegar a um hospital, o grupo dirige-se para a casa de Madison. Travis chega e é atacado pelo Sr. Dawson, que é baleado e morto por Daniel. Todas as três famílias decidem passar a noite e evacuar pela manhã. A enfermeira Liza cuida do pé ferido de Griselda, mas observa que Griselda vai morrer se não for tratada por um médico. Ofelia diz a Daniel que eles deveriam fugir com Travis, mas Daniel insiste que sua família pode sobreviver sozinha e se unirá a sua prima mais tarde. Na manhã seguinte, quando os Clark e os Manawa começam a se afastar, a Guarda Nacional chega e coloca o bloco em quarentena. Dias depois de a Guarda Nacional colocar o bairro em uma Zona Segura, os moradores tentam viver normalmente. As tensões são construídas sob o regime militar. Soldados levam Griselda e Nick para um hospital, mas a família de Nick protesta sua partida. Liza concorda em ajudar a equipe médica, apesar de não querer deixar o filho. Madison descobre que Daniel está prendendo Adams, o soldado com quem sua filha Ofelia está tendo um caso. Travis descobre que Daniel torturou Adams para revelar o que "Cobalto" significa: de manhã, todos os civis serão mortos, e os guardas vão evacuar a cidade. Griselda morre de choque séptico no hospital; Liza atira em seu cérebro para evitar a reanimação. Daniel visita um estádio nas proximidades para verificar se a história que Adams contou de que a arena foi selada com 2.000 civis agora zumbificados dentro dela, provando que é real. O grupo dirige-se à sede da Guarda Nacional para resgatar Liza, Griselda e Nick. O grupo se infiltra na base depois que Daniel distrai os guardas, liderando uma horda de caminhantes da arena. Travis, Madison, Daniel e Ofelia vão para dentro, enquanto Alicia e Chris ficam para trás. Enquanto isso, os caminhantes quebram as defesas do perímetro e enfestam a base. O grupo de Travis chega às celas e liberta os detidos antes de se reunir com Nick, Liza e Strand. Eles tentam escapar pela enfermaria, onde descobrem que o Dr. Exner sacrificou todos os pacientes. Dr. Exner lhes fala de uma rota de fuga antes de presumivelmente cometer suicídio. Antes que eles possam escapar, o grupo encontra Adams, que atira no braço de Ofelia. Enfurecido, Travis espanca Adams e o deixa para morrer. Strand leva o grupo à sua mansão à beira do oceano.

### 2ª temporada
A cidade de Los Angeles é bombardeada. Madison e seu grupo embarcam no iate de Victor Strand e escapam do bombardeio. O grupo chega até uma pequena ilha onde encontram uma família, e lá acabam sabendo que todas as cidades do litoral foram bombardeadas, e as fronteiras foram fechadas. O grupo após se reabastecer na ilha, segue viagem para o México, o verdadeiro destino para onde Strand está indo. Durante a viagem, o grupo acaba encontrando dois sobreviventes (Alex e Jake), mas Strand não os aceitam em seu barco e os deixam a deriva. Mais tarde, o grupo é atacado por piratas que sequestram Alicia e Travis, Madison decide salvar seus entes queridos mesmo contra a vontade de Strand. Tento o apoio de Daniel, Madison consegue resgatar sua filha e noivo e voltar para o iate. O grupo não demora muito para chegar no México, e todos ficam hospedados na fazenda de Thomas Abigail, o namorado de Strand. Ao descobrir que Celia Flores, a governanta da fazenda, mandava guardar mortos-vivos em uma adaga, Daniel acaba incendiando a fazenda e o grupo fica separado. Travis e Chris vão para o Sul; Madison, Strand, Alicia e Ofelia Salazar vão para o Norte; e Nick também vai para o Norte. O grupo de Madison encontra um hotel na cidade de Rosarito e, lá, Ofelia abalada por perder seu pai vai embora abandonando o grupo.

### 3ª temporada
Após ter sobrevivido ao incêndio, Daniel foi até Tijuana e fez amizade com Lola Guerrero que lhe deu um emprego na barragem de Dante Esquivel. Madison e Qaletaqa encontram Strand no El Bazar e o homem decide ajudá-los oferecendo um acordo com Lola Guerrero, a nova líder da barragem após a morte de Dante. O trio viaja até a barragem Gonzales e lá Madison reencontra Daniel e lhe conta que Ofelia está viva. A mulher convence Lola a fazer um sistema de troca entre as comunidades, ou seja, água por gado, plantações etc. Conseguindo um caminhão-tanque, Madison retorna para o rancho com a promessa de que iria trazer Ofelia para Daniel. Infelizmente, o rancho foi atacado por milhares de infectados que foram atraídos por Troy. Muitos morrerem incluindo Jake, exceto Nick, Alicia, Ofelia, Lee (amigo de Walker) e infelizmente Troy. Alicia se separa do grupo e decide sobreviver sozinha por um tempo e acaba encontrando Os Proctors, uma gangue de Mexicali que pretende atacar a barragem. Madison e seu grupo vão ao encontro de Daniel e o homem fica arrasado ao descobrir que sua filha foi mordida e logo depois veio a falecer. Daniel decide levar os sobreviventes para barragem, mas ela é atacada pelos Proctors e as consequências desse ataque resultam na morte de Troy, como também em Madison se separar de Alicia e Nick quando a barragem é explodida e todos serem levados pela correnteza. Depois que Daniel foi baleado por Victor Strand e pego na explosão da represa, seu destino era incerto.

### 5ª temporada
Em um das fitas de vídeo gravadas por Al, Strand se surpreende ao descobrir que a jornalista entrevistou Daniel Salazar. Ao descobrir que Daniel está vivo, Strand também descobre que foi ele quem cedeu um avião ao grupo e vai ao seu encontro. Daniel recebe Strand com desconfiança em seu acampamento. Embora convencido do problema com o grupo, mas com base em experiências próprias, Daniel se nega a emprestar um avião para Strand, pois acredita que ele o usará apenas para seu benefício, abandonando seus amigos, e o expulsa de seu acampamento. Durante a noite, Strand, Charlie, Sarah e Wendell tentam roubar o avião de Daniel, mas ele se antecipa e o desativa. Depois de acidentalmente pegar carona com Daniel, Charlie descobre que ele está desarmando as armadilhas nas estradas deixadas pelo homem cujo armazém ele herdou. O gato de Daniel, Rajado, acidentalmente libera uma horda de mortos de um estabelecimento, obrigando Daniel a abandonar Charlie para atraí-los de volta. Em uma conversa por rádio com Strand, Daniel revela que não está com raiva dele pelos acontecimentos na represa e sim por suas mentiras referentes à Ofelia, o que o impediu de ver sua filha viva novamente. Charlie convence o grupo a ajudar Daniel, e Strand, usando as hélices do avião, consegue eliminar toda a horda, mas não sem danificar seus motores. Daniel parece perdoar Strand e cede seu armazém para a estadia do grupo enquanto continua sua missão. Dias depois, Daniel escuta o pedido de ajuda no rádio e leva coisas luminosas de seu armazém para ajudar no pouso do avião. Após o pouso, Daniel conhece Morgan e sorri quando Alicia corre para abraçá-lo. Ele pede desculpas pelo que aconteceu e ela promete melhorar as coisas. Ela o apresenta a Dwight, e Daniel diz que ele precisa cortar o cabelo. Charlie então o abraça e Daniel explica que ele finalmente conseguiu fazer as pazes com a perda de Ofelia. Quando Strand se aproxima, Daniel diz a Strand que ele estava errado e os dois homens fazem as pazes um com o outro. De repente, uma mulher entra em contato com Morgan no rádio, mas a comunicação é interrompida quando Logan interrompe o sinal e diz que eles precisam conversar. Ele estaciona um caminhão velho enquanto todos concentram suas armas nele. Logan diz a Daniel e ao grupo que a gasolina está ficando ruim e que Clayton anotou a localização de uma plataforma de petróleo. Ele diz que se entregarem o diário dele, ele os ajudará a encontrá-lo. Eles negam, e Logan diz para que eles se apressem para encontrar.
Algum tempo depois, Daniel e o grupo formaram um comboio para viajar pelo Texas para ajudar outras pessoas e convidá-los a participar de sua comunidade, estabelecendo postos avançados adicionais para recrutar os sobreviventes que os alcançavam pelo rádio. Em uma entrevista para Al, Daniel admite que está feliz por ter se juntado ao grupo em tempo integral. Ele agora é o vigia da caravana ao lado de Dwight, com quem formou um vínculo estreito e passa o tempo jogando xadrez. Daniel então diz a Dwight que ele quer cortar seu cabelo, alegando que o fará parecer mais apresentável. À noite, Daniel e o resto do grupo se reúnem em seu acampamento para jantar juntos. Al então pergunta ao grupo o que cada um quer, e Daniel diz que espera se tornar um pai que Ofelia teria orgulho. Dias depois, Daniel lidera a caravana de sobreviventes para encontrar Logan. Eles acham novas balas perto de um posto de gasolina. No dia seguinte, Daniel chega com a caravana no shopping. Dwight atualiza-os em seu confronto e sugere que eles sejam mais cuidadosos. Tess então menciona que eles poderiam se instalar em uma fazenda pela qual passaram na estrada. Eles concordam e o grupo começa a carregar os suprimentos do shopping em seus caminhões. Daniel também finalmente corta os cabelos e a barba de Dwight, dando-lhe um novo visual. Dias depois, Daniel conversa com Grace e fica feliz depois que ela confessa a ele que está pensando no futuro e quer armazenar painéis para uso em qualquer comunidade futura que eles possam estabelecer. De repente, ela recebe uma ligação do comboio pelo rádio sobre a perda dos campos de petróleo e atualiza Daniel. À noite, Daniel e Grace têm problemas com o peso do caminhão e Grace sugere que eles se instalem temporariamente em algum lugar. Na estrada, Daniel diz a Grace que, por um tempo, Rajado era tudo o que tinha. De repente, os caminhantes aparecem e arruínam sua coleção de vinil. Eles então conseguem encontrar abrigo dentro de um restaurante abandonado. Daniel diz a Grace que conseguiu os vinis para Charlie, e pede que ela cuide de Charlie se alguma coisa acontecer com ele, e ela concorda. Grace então revela que deseja poder ajudar mais Morgan, mas Daniel garante que ela já o tem. Ela então vê um violão e sugere que eles ensinem Charlie. Juntos, eles cantam "End of the Line". Na manhã seguinte, Daniel percebe que Grace está sucumbindo à algo. Morgan diz ao rádio para Grace que eles precisam conversar, mas Daniel atende e diz que ela ficou terrivelmente doente. Grace diz a Morgan que espera vê-lo sorrir novamente, mas não acha que resta muito tempo. Daniel dá a localização dele e começa a confortar Grace. Grace é socorrida, e Daniel e o restante da caravana continuam viajando em busca de um lar permanente. À noite, Daniel e Grace ensinam Charlie a tocar violão. O grupo decide averiguar um Gulch próximo e conferir se serve como assentamento. De repente, Charlie chama June para ajudar Grace, que desmaiou. Morgan decide que o grupo deve sair de manhã. No dia seguinte, o comboio para o caminhões porque percebem que é muito pesado para atravessar a ponte. Os fios começam a se romper, então Morgan instrui todos a atravessar a ponte sem os carros. De repente, Virginia se aproxima e se oferece para ajudar, explicando que ela está os seguindo. No entanto, ninguém ouve Virgina e ela ordena que seus homens atirem para o ar para que uma horda próxima os encontrem. Ela em seguida vai embora. Daniel e o grupo levam rapidamente os suprimentos para o outro lado da ponte, enquanto Morgan, Strand e Al cuidam dos caminhantes. Quando mais chegam, Morgan é forçado a mover todo mundo. Tom tropeça enquanto grava e o caminhão desmorona a ponte. Ele ri de sua sorte até a ponte embaixo dele desmoronar também. Mais tarde, Daniel e os outros descansam no acostamento antes de Morgan dizer ao grupo que eles devem continuar e Janis diz que é o que Tom gostaria. Eles abandonam seus caminhões e fazem a jornada a pé. No caminho, Daniel incentiva Morgan a falar o que ele tem vontade, porque ninguém sabe quanto tempo resta neste mundo, implicando que ele confesse seus sentimentos a Grace. Algum tempo depois, o grupo encontra um outdoor para o Gulch. Mais tarde, eles chegam à ravina, mas veem que está completamente invadida por caminhantes. O grupo debate seu próximo passo e decidem pedir ajuda a Virginia. Daniel e o resto dos sobreviventes da caravana descansam nos arredores do Gulch, enquanto Morgan entra em contato com Virginia para obter ajuda. Depois de um tempo, Dwight chega com alguns cavalos e explica que se eles estão vivos, deve haver água por perto. Eles decidem ficar e direcionar os caminhantes até Virginia. Daniel e um grupo abrem a cerca e usam os cavalos para liderar a horda para emboscar Virginia e levar seus suprimentos enquanto o resto levam suas coisas para a ravina. Na estrada, Daniel e Strand partem para encontrar água, enquanto o restante continua a levar os caminhantes pela estrada. Na floresta, Strand diz a Daniel que eles deveriam considerar se juntar à Virginia, mas Daniel lembra que ela não está dando a eles uma escolha e isso é tudo que eles precisam saber. De repente, eles veem Luciana com Virgínia, então Daniel manda uma mensagem de rádio para o grupo abortar o plano enquanto Strand vai falar com Virginia. Um tempo depois, o resto do grupo retorna e Althea mostra os corpos das pessoas que Virginia matou. Ela insiste que eles vão morrer lutando contra Virginia, mas Alicia quer revidar. Morgan só quer garantir que todos sobrevivam e os lembre, apesar de seus fracassos, eles ainda fizeram a diferença no mundo e devem continuar vivendo suas vidas. Mais tarde, Daniel participa do casamento de John e June na capela. Ele canta junto com Grace no final da cerimônia. De repente, Virginia e seus pioneiros chegam  para levar o grupo a diferentes assentamentos. De noite, o grupo é separado e levado embora. Daniel garante a Charlie que tudo ficará bem e é separado de Rajado.

### 6ª temporada
Depois de ter sido separado à força de seu amado Rajado, Daniel parece ter desenvolvido demência e trabalha como barbeiro para os Pioneiros. No entanto, é rapidamente revelado que Daniel está apenas fingindo sua demência para manter Virginia e seus Pioneiros desprevenidos e ele secretamente começa a trabalhar como espião para Morgan dentro da organização. Depois que Morgan captura a filha de Virginia, Dakota, Daniel e Grace são usados contra ele como reféns até que Morgan e Virginia consigam chegar a um acordo. Os dois são então liberados e Daniel se junta à nova comunidade de Morgan.
Após a criação da comunidade de Morgan, Daniel assume o papel de chefe da segurança e se reúne com Rajado por Victor Strand, que conseguiu localizar o amado gato de Daniel e devolvê-lo a Daniel como uma oferta de paz entre os dois homens. Depois de uma explosão e das armas da comunidade, que Daniel havia trancado, desaparecendo, Daniel fica paranóico com a possibilidade de haver um espião na comunidade para o culto do juízo final que está ameaçando a segurança de todos e ele considera Strand como o suspeito mais provável, revelando os efeitos persistentes de Strand atirando em seu rosto para o outro homem. Daniel chega a permitir que um rebanho de zumbis ameace os portões da comunidade para tentar forçar o ladrão a entregar as armas, mas Morgan retorna e elimina o rebanho com as armas na van da SWAT de Al. No final das contas, acontece que todas as ocorrências estranhas sobre as quais Daniel tem estado paranóico foram causadas pelo próprio Daniel. June realiza testes em Daniel e determina que seus problemas não são neurológicos, mas psicológicos, provavelmente causados por seu problema em se estabelecer em uma vida mais normal enquanto ainda está sob a ameaça do culto. Não querendo continuar a colocar seus amigos em perigo, Daniel decide partir com Rajado e retornar ao seu armazém, mas Strand se oferece para levar Daniel de volta para sua base em Lawton, Oklahoma onde ele pode cuidar dele por causa de Ofelia. Daniel aceita a oferta de Strand e sai com ele.
No sonho futuro de Grace, Daniel vive na comunidade de Morgan, onde trabalha como barbeiro e é amigo de Strand.
Depois que Alicia revela os planos do culto do Juízo Final para lançar o USS Pensilvânia de mísseis nucleares, Daniel se junta ao resto do grupo de Morgan para viajar para o submarino encalhado perto de Galveston, Texas para detê-los. Daniel permanece do lado de fora com muitos dos amigos de Morgan e assiste com horror enquanto o culto consegue lançar um míssil nuclear com dez ogivas antes que Morgan e Strand possam detê-los.
Enquanto tenta encontrar cobertura da destruição nuclear que se aproxima, Daniel ouve uma transmissão distorcida revelando as coordenadas para um local seguro, mas o segundo em comando do culto, Riley, se oferece para levar o grupo para o bunker escondido do culto. Com Daniel inseguro sobre a mensagem e dado sua história recente, o grupo decide ir para o bunker, mas Daniel permanece desconfiado dos motivos de Riley e o interroga enquanto eles são parados para reparos. Daniel percebe que Rollie é na verdade um espião do culto e o mata, levando Riley a tentar atacar Daniel apenas para ser baleado por Charlie. Riley confirma que Daniel estava certo sobre Rollie, explicando que o incidente com Daniel na comunidade de Morgan quebrou a fé de Rollie neles. Como Daniel foi inocentado, Luciana o apóia na viagem até as coordenadas que lhe foram dadas, onde um helicóptero do CRM enviado por Al resgata o grupo. Luciana garante a Daniel que tudo que ele precisa é de uma ajudinha e que ficarão bem se ficarem juntos.

## Desenvolvimento e recepção

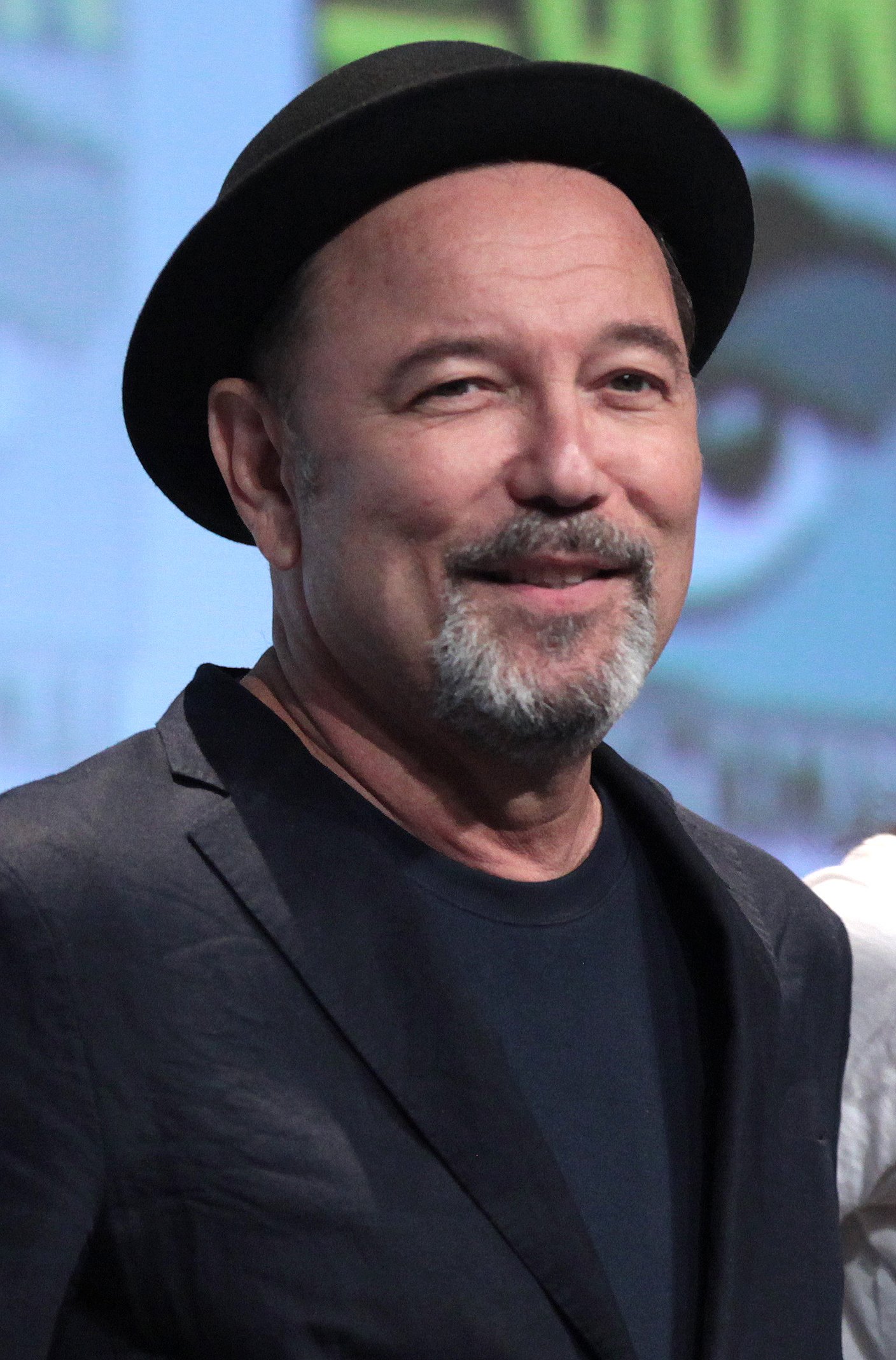
Rubén Blades, intérprete de Daniel Salazar.

Daniel fez sua estreia em "So Close, Yet So Far". Daniel retorna no episódio da terceira temporada "TEOTWAWKI" depois de ser dado como morto. Matt Fowler da IGN declarou: "O retorno de Daniel nessa batida final foi um toque legal e estou feliz em ver Rubén Blades de volta no show".
O quarto episódio da terceira temporada, "100", centrado em torno de Daniel, foi aclamado pela crítica. Matt Fowler, da IGN, deu ao episódio uma nota de 9/10, afirmandoː "'100' pareceu fresco e imediato e, pela primeira vez, embora se concentrasse apenas em um personagem principal, Fear the Walking Dead parecia inteiramente com seu próprio esforço. O mesmo universo da série original, com certeza, mas com vitalidade, diferentes perspectivas, ângulos e objetivos - meio que respondeu a essa pergunta recorrente "Por que ter outro show de Walking Dead?", como Daniel foi constantemente salvo enquanto também constantemente colocado em situações em que ele foi chamado de mau por fazer mal a pessoas inocentes. Era impressionante e Rubén Blades era hipnotizante."
Em dezembro de 2018, foi relatado que Rubén Blades retornaria na temporada 5 como Daniel Salazar. No episódio de estreia da temporada, Daniel faz um segundo retorno ao show depois de ser considerado morto no final da terceira temporada.